# Język lombardzki

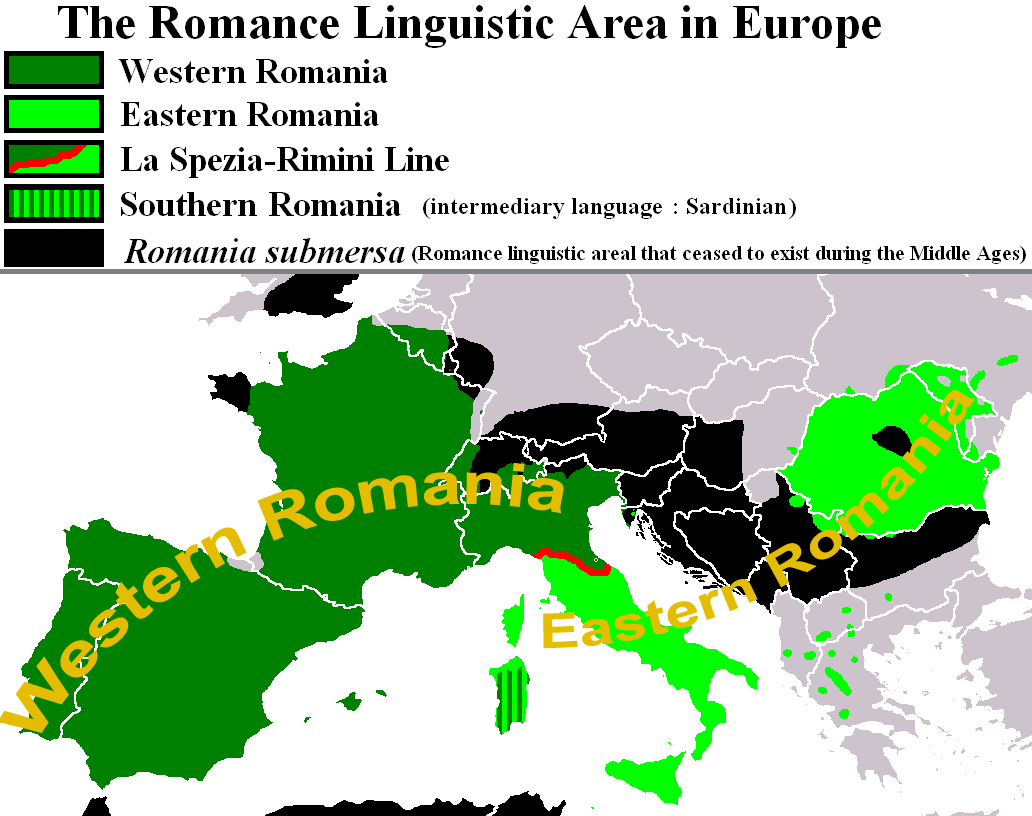
Języki zachodnioromańskie zaznaczono na zielono

Język lombardzki – zespół dialektów używanych w północnych Włoszech (region Lombardia) i południowo-wschodniej Szwajcarii (kantony Gryzonia i Ticino), tradycyjnie uznawanych za dialekty języka włoskiego. Z językoznawczego punktu widzenia język lombardzki nie jest dialektem języka włoskiego, gdyż jest klasyfikowany w podgrupie gallo-italskiej języków zachodnioromańskich, zaś włoski należy do grupy italsko-dalmatyńskiej. Poza włoskim, lombardzki przejawia wspólne cechy również z takimi językami jak romansz, friulski, prowansalski, kataloński, a nawet hiszpański i portugalski. Obecnie posługuje się tym językiem ok. 3,9 miliona ludzi.
Tradycyjnie użytkownicy lombardzkiego w piśmie zastępowali go łaciną lub włoskim z powodu braku jednolitej ustalonej ortografii.  Istnieje jedynie kilka popularnych konwencji zapisu oraz kilka konkurencyjnych tradycji zależnych od dialektu. Różnice dotyczą głównie formy zapisu końcówek wyrazów typowych dla tego języka. Największe znaczenie ma obecnie dialekt mediolański, który został zestandaryzowany (tj. opracowano słownik i gramatykę tego dialektu). Istnieje literatura w dialekcie Mediolanu, jej czołowym przedstawicielem jest poeta Carlo Porta. Nad standardem dla dialektów terenu Szwajcarii pracuje instytucja rządowa pod nazwą Centro di dialettologia e di etnografia (CDE) w Bellinzonie.
Ważniejsze dialekty:
- milanese (mediolański)
- bergamasco i pokrewne (bresciano i cremasco)
- ticinese
- dialekty alpejskie
- dialekty Gryzonii